# الیزابت مون
الیزابت مون (زاده ۷ مارس ۱۹۴۵) نویسنده علمی تخیلی و تخیلی است. نوشته‌های دیگر وی شامل ستون‌های روزنامه و بخش نظرات است. رمان او سرعت تاریکی برنده جایزه نبولا در سال ۲۰۰۳ شد. وی پیش از دوران نویسندگی، در نیروی دریایی ایالات متحده خدمت کرده‌است.
او در مک آلن، تگزاس بزرگ شد. وی از کودکی شروع به نوشتن کرد و در شش سالگی کتابی راجع به سگش نوشت. وی از نوشتن خلاقانه الهام گرفت و می‌گوید که در نوجوانی نوشتن داستان‌های علمی تخیلی را آغاز کرده و لی آن را یک حاشیه می‌دانست.
مون در اواسط دهه سی سالگی نوشتن خود را به صورت حرفه ای شروع کرد و ستون روزنامه را در یک روزنامه هفتگی ایالت داشت. در سال ۱۹۸۶، او اولین داستان علمی تخیلی خود را در مجله ماهانه آنالوگ و مجموعه گلچین شمشیر و جادوگر منتشر کرد. چند سال بعد داستان‌های او به‌طور منظم در آنالوگ چاپ می‌شدند.
بیشتر کارهای او دارای موضوعات علمی تخیلی نظامی است، اگرچه زیست‌شناسی، سیاست و روابط شخصی نیز به شدت در کتاب‌هایش برجسته است. رمان برنده نبولا " سرعت تاریکی" نام دارد (۲۰۰۳).
الیزابت مون علاوه بر نوشتن، علاقه‌های دیگری نیز دارد. او یک خواننده در گروه کر، نوازنده و قهرمان شمشیر بازیست.
در ۱۱ سپتامبر ۲۰۱۰، وی در وبلاگ «شهروندی» راجع به گروه اسلامی که می‌خواستند یک مرکز یادبود در نزدیکی محل حمله یازده سپتامبر بنا کنند، نوشت که توسط خیلی‌ها به عنوان توهین به مهاجران ومسلمانان تلقی شد.

## جوایز و نامزدها
- ۱۹۸۹: برنده جایزه کامپتون کج برای دختر شیپفارمر[۵]
- ۱۹۹۷: جایزه هوگو برای بهترین رمان (نامزدی) برای جمعیت باقیمانده
- ۲۰۰۳: جایزه نبولا بهترین رمان برای سرعت تاریکی
- ۲۰۰۳: جایزه آرتور سی کلارک (نامزد) فیلم سرعت تاریکی
- ۲۰۰۷: جایزه رابرت آ. هاینلین به دلیل «آثار برجسته منتشر شده دربخش داستان‌های علمی یا نوشتارهای فنی که الهام بخش اکتشاف انسان در فضا است»[۶]

## آثار
1. دختر شیپفارمر (ژوئن ۱۹۸۸)
2. وفاداری تقسیم شده (اکتبر ۱۹۸۸)
3. سوگند طلا (ژانویه ۱۹۸۹)

«کسانی که در تاریکی قدم می‌زنند» (مارس ۱۹۹۰) - داستان مجموعه در طول سوگند طلا